# Aeroporto di Novokuzneck
L'aeroporto di Novokuzneck-Spičenkovo (in russo Аэропорт Новокузнецк-Спиченково) (IATA: NOZ, ICAO: UNWW) è l'aeroporto civile internazionale situato vicino a Prokop'evsk, Oblast' di Kemerovo in Siberia sudoccidentale. L'aeroporto è conosciuto anche come Aeroporto Spičenkovo (il nome della cittadina vicina) o Aeroporto Prokop'evsk Sudest.

## Storia
È stato aperto come un aeroporto militare e civile, attualmente è utilizzato come un aeroporto civile internazionale.
Nel 2008 nell'aeroporto di Novokuzneck è stata installata dalla compagnia aerea russa S7 Airlines il sistema di Electronic ticket (in italiano: il biglietto elettronico) che permette ai passeggeri di fare il check-in con i biglietti elettronici acquistati on-line.
Nel 2010 la compagnia aerea russa Aerokuzbass ha incominciato i lavori di costruzione del Terminal NOZ-B a Spičenkovo al fianco del Terminal NOZ-A domestico. I lavori per la costruzione del Terminal NOZ-B internazionale sono stati fermi dal 1991, ma con il Governo dell'Oblast' di Kemerovo ha deciso di creare sulla base dell'aeroporto di Novokuzneck uno scalo aereo internazionale. La costruzione del Terminal NOZ-B entra nella strategia dello sviluppo turistico dell'area di Kuzbass meridionale e permetterebbe raggiungere più facilmente gli impianti di sci alpino e del turismo sportivo invernale, ma anche permetterebbe stimolare l'ulteriore sviluppo d'affari nell'area con una popolazione che supera 2 milioni di residenti e rappresenta una notevole concentrazione delle grandi industrie metallurgiche e di carbone.
Nel marzo 2012 Viktor Belozerov il Direttore generale della società di gestione aeroportuale Aerokuzbass S.r.l. ha comunicato l'apertura del Terminal NOZ-B per i voli internazionali nel 2013 con un investimento totale di 671 milioni di rubli russi d'investimento da parte del Governo della Russia, Oblast' di Kemerovo e della società che attualmente gestisce lo scalo.
Il 12 dicembre 2012 l'aeroporto di Novokuzneck è diventato uno scalo internazionale ed è stato aperto per i voli di linea internazionali con l'apertura dal 14 dicembre 2012 di rotta Novokuzneck - Bangkok effettuati con gli aerei Boeing 757-200 della russa Nordwind Airlines.
Nel marzo 2013 la russa Ural Airlines ha chiuso i voli di linea sulla rotta Mosca-Domodedovo - Novokuzneck dichiarando come il motivo principale il basso tasso di posti occupati e la mancanza efficienza della rotta lasciando di fatto alla russa S7 Airlines il monopolio sulla rotta tra la città sud-siberiana e la capitale russa.
Nell'ottobre 2013 è stato effettuato il primo volo diretto che ha collegato Novokuzneck con Nha Trang in Vietnam.
Nel dicembre 2013 l'aeroporto di Novokuzneck è stato certificato per l'atterraggio/decollo e la manutenzione degli aerei Boeing-767-300.

## Strategia
L'aeroporto di Novokuzneck è uno dei due maggiori aeroporti nel'Oblast' di Kemerovo in Siberia sud-occidentale.
Attualmente l'aeroporto di Novokuzneck è aperto per i voli di linea, charter, cargo nazionali ed è gestito dalla compagnia aerea russa Aerokuzbass.
È in progetto l'ampliamento della prima pista dell'aeroporto di Novokuzneck e l'equipaggiamento dell'aeroporto per gli aerei americani Boeing 757.
L'area vicino alla città di Novokuzneck è uno dei centri sportivi invernali di sci alpino e di sci di fondo più importanti in Russia. I sportivi, i turisti passano all'aeroporto Spičenkovo per arrivare alla città del turismo invernale di Meždurečensk, Oblast' di Kemerovo.

## Dati tecnici
L'aeroporto di Novokuzneck è attualmente dotato di due piste attive di cemento armato.
La lunghezza della prima pista è di 2.680 m x 45 m. La prima pista dell'aeroporto è dotata del sistema PAPI col peso massimo al decollo di 102 t.
La lunghezza della seconda pista è di 2.000 m x 49 m col peso massimo al decollo di 64 t.
L'aeroporto Spičenkovo è aperto 24 ore al giorno.
L'aeroporto è equipaggiato per la manutenzione, l'atterraggio/decollo degli aerei: Airbus A320, Boeing 737, Boeing 757, Boeing 767, Ilyushin Il-76, Tupolev Tu-134, Tupolev Tu-154, Tupolev Tu-204, Tupolev Tu-214, Yakovlev Yak-40, Yakovlev Yak-42, Pilatus PC-12 e degli elicotteri Mil Mi-2, Mil Mi-8.
L'aeroporto di Novokuzneck è utilizzato come uno scalo d'emergenza per gli aeroporti di Novosibirsk-Tolmačëvo, Abakan, Barnaul e Kemerovo ed è situato sulla rotta aerea che collega la Russia europea con la Siberia, l'Estremo Oriente russo e la Cina.

## Collegamenti con Novokuzneck
Auto
L'aeroporto di Novokuzneck-Spičenkovo si trova 17 km ad ovest dal centro di Novokuzneck ed è facilmente raggiungibile percorrendo la strada statale Prokop'evsk-Novokuzneck.
Taxi
L'aeroporto di Novokuzneck è servito dai numerosi taxi che permettono raggiungere i principali città della zona: Prokop'evsk (15 km), Meždurečensk (79 km), Osinniki (38 km), Kiselëvsk (24 km), Belovo (77 m), Tashtagol (133 km), Kemerovo (177 km), Anzhero-Sudzhensk (258 km), Leninsk-Kuznetskij (105 km), Jurga (248 km), Gur'evsk (81 km), Mariinsk (273 km).
TPL
L'aeroporto Spičenkovo è collegato ogni ora con la linea del servizio pubblico di Novokuzneck con la Stazione di Novokuzneck delle Ferrovie russe.

## Servizi
Le strutture dell'aeroporto Spičenkovo comprendono:
- Biglietteria con sportello
- Punto informazioni e prenotazione
- Annuncio sonoro arrivo e partenza aerei in russo
- Banca e cambiavalute
- Capolinea autolinee, interscambio autobus, taxi
- Bar e fast food
- Polizia di frontiera
- Dogana
- Edicola
- Ufficio postale
- Telefono pubblico
- Deposito bagagli
- Servizi Igienici
- Ambulatorio medico e veterinario